# Трисекторна хипотеза
Теорията на трите сектора или трисекторната хипотеза е икономическа теория, разработена през 1930-те от британския икономист Колин Кларк (Colin Clark) и френския икономист Жан Фурастие (Jean Fourastié), която разделя икономическото поведение на три оперативни сегмента:
- Първичен сектор: добив на суровини
- Вторичен сектор: преработваща промишленост
- Третичен сектор: доставка на услуги

## Структурна трансформация според Фурастие
Разпределението на работната сила между трите сектора прогресира през различните етапи, според Фурастие, така:

### Първа фаза: традиционни цивилизации
Дялове на работната сила:
- Първичен сектор: 70%
- Вторичен сектор: 20%
- Третичен сектор: 10%

### Втора фаза: преходен период
Дялове на работната сила:
- Първичен сектор: 20%
- Вторичен сектор: 50%
- Третичен сектор: 30%

### Трета фаза: третична цивилизация
Дялове на работната сила:
- Първичен сектор: 10%
- Вторичен сектор: 20%
- Третичен сектор: 70%

|  | Тази страница частично или изцяло представлява превод на страницата Three-sector hypothesis в Уикипедия на английски. Оригиналният текст, както и този превод, са защитени от Лиценза „Криейтив Комънс – Признание – Споделяне на споделеното“, а за съдържание, създадено преди юни 2009 година – от Лиценза за свободна документация на ГНУ. Прегледайте историята на редакциите на оригиналната страница, както и на преводната страница, за да видите списъка на съавторите. ВАЖНО: Този шаблон се отнася единствено до авторските права върху съдържанието на статията. Добавянето му не отменя изискването да се посочват конкретни източници на твърденията, които да бъдат благонадеждни. |